# آرسن لوپن (فیلم ۱۹۳۲)
آرسن لوپن (انگلیسی: Arsène Lupin) فیلمی در ژانر مرموز به کارگردانی جک کانوی است که در سال ۱۹۳۲ منتشر شد. از بازیگران آن می‌توان به جان باریمور و لیونل باریمور اشاره کرد.